# Ingenting
[Ingenting] (sw. ‚nichts‘) ist eine Pop-Punk-Band aus Stockholm. [Ingenting] wurde 2003 gegründet und ist beim Stockholmer Independent-Label Labrador unter Vertrag. Die Texte der Band sind auf Schwedisch verfasst.
Nachdem im Januar 2007 das zweite Album der Band Mycket väsen för ingenting in Deutschland erschienen war, arbeitete sie im Oktober 2008 an dem Nachfolger mit dem Arbeitstitel Tomhet, idel tomhet, der 2009 in Schweden erschien.

## Diskografie

### Alben
- 2004: Ingenting duger (nichts gut genug)
- 2006: Mycket väsen för ingenting
- 2009: Tomhet, idel tomhet

### EPs
- 2004: Ingenting är lätt (nichts ist einfach)
- 2006: Sommardagboken (Sommer-Tagebuch)

### Singles
- 2004: Här kommer solen (hier kommt die Sonne)
- 2006: Punkdrömmar (Punk-Träume)
- 2009: Dina händer är fulla av blommor/Ge tillbaka det